# Hôtel de Castilhon
L'hôtel de Castilhon dit de Montmorency est un monument historique situé à Béziers dans le département de l'Hérault.

## Historique
Selon un témoignage de l'abbé de Giry datant de 1561, la tour carrée était déjà présente au commencement des guerres de Religion.
En 1591 le baron de Preignes commence la construction d'une demeure accolée à la tour. L'ensemble passe à Guillaume de Castilhon dont la propriété est attestée sur le Compoix de 1605. Entre 1609 et 1616 L'essentiel des bâtiments que nous voyons aujourd'hui est construit. On remarquera le portail d'entrée qui présente toujours les armoiries de la famille de Castilhon.
Son nom d'Hôtel dit de Montmorency lui vient des séjours réguliers de Marie des Ursins, duchesse de Montmorency. Cet immeuble ne présente aucun autre lien avec cette famille sinon la rue où il se situe. Cette demeure accueillit de prestigieux invités comme le cardinal de Richelieu du 6 au 14 octobre 1632 alors que Louis XIII logeait à l'archevêché lors de la bénédiction des États du Languedoc.
A la fin du XVIIIe siècle il est la résidence de M. Gabriel Cavaillé, ancien conseiller au Parlement de Toulouse . Il fut ensuite acheté en 1803 par son cousin Antoine Sahuc et passera en héritage à Ferdinand Debès. En 1875 un buste d'Henri Ier de Montmorency qui avait été emmuré lors de la révolte d'Henri II de Montmorency y fut découvert.
En 1877, après avoir hérité d’Henriette Debès, Joseph-Henri Gabriel Cavaillé, président du tribunal de Béziers et Célestin Cavaillé font restaurer et agrandir l'hôtel par l'architecte Viviers. C'est de cette époque que date la grande majorité des décors intérieurs.
L'Hôtel sera en partie vendu en 1908 à Achille Gaillard puis définitivement en 1921 par Auguste Cavaillé. Le bâtiment sera restauré entre 1939 et 1952 puis inscrit monument historique en totalité par arrêté du 27 juin 2011.

## Description
L'immeuble est organisé en quadrilatère autour d'une cour à laquelle on accède par un passage à arcades.

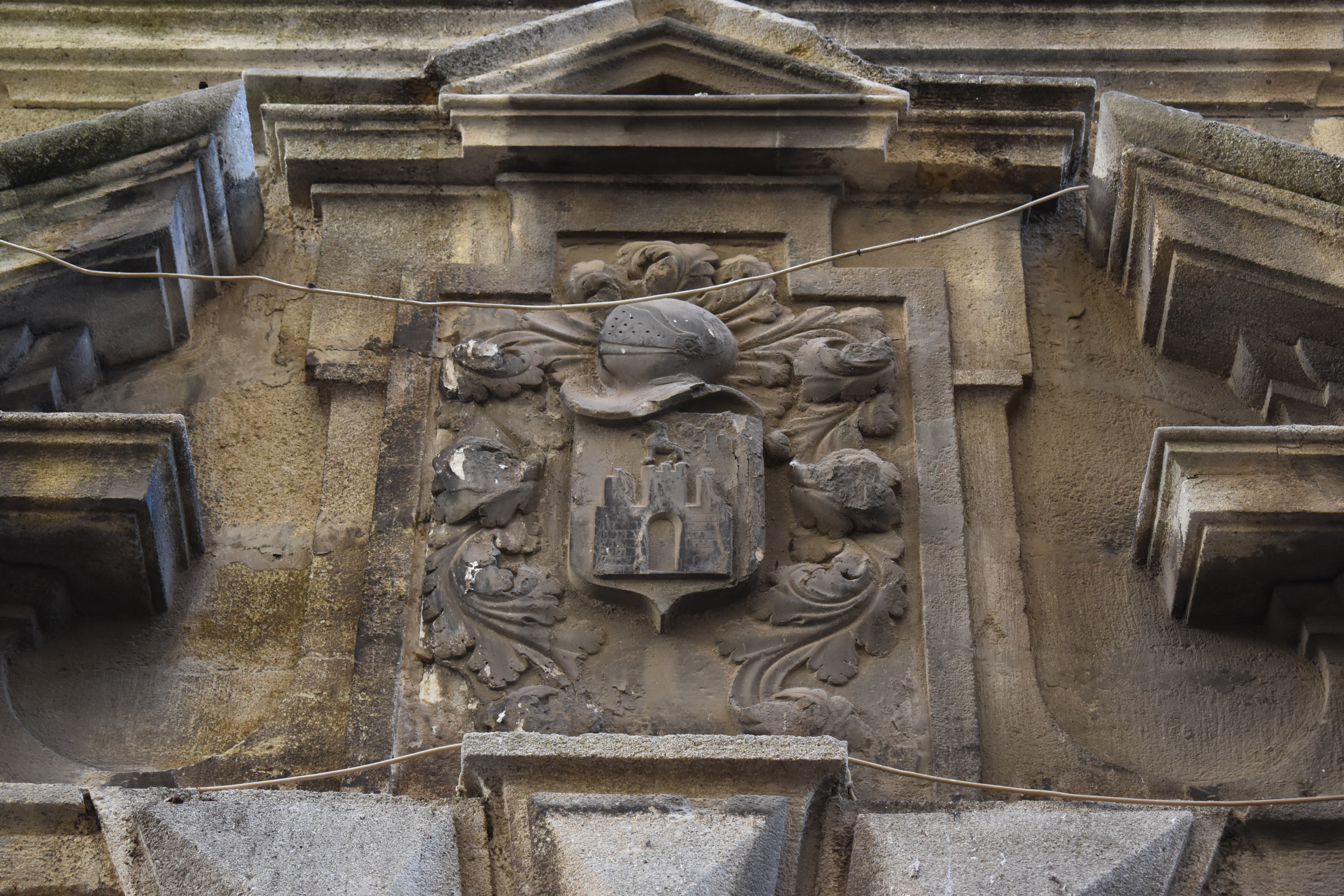
Armoiries de la famille de Castilhon présentes au-dessus de la porte d'entrée.

La façade sur rue présente sur son rez-de-chaussée une belle porte datant de la première moitié du XVIIe siècle surmontée des armoiries de la famille de Castilhon. Au premier étage de grandes baies et de petites fenêtres Renaissance au second. Les façades sur cour présentent un style assez éclectique entre la Renaissance et la fin du XIXe siècle.
À l'intérieur on découvre au rez-de-chaussée une succession de salles dont un grand salon et une salle à manger d'époque Louis XV ainsi qu'un remarquable vestibule de style Louis XIII. L'escalier d'honneur avec son plafond à caissons et ses ornements conduit au premier étage à de vastes pièces dans des styles Néogothique et Néorenaissance dont une galerie à voutes croisées et vitraux aux chiffres de la famille Cavaillé ainsi qu'un vaste salon, mélange de Renaissance et d'Art nouveau.